# Saison 1 de Dallas
Chronologie
Saison 2
Cet article présente les épisodes de la première saison de la série télévisée américaine Dallas.

## Distribution

### Acteurs principaux
- Barbara Bel Geddes (VF : Nelly Vignon) : Ellie Ewing
- Jim Davis (VF : Raymond Loyer) : Jock Ewing
- Patrick Duffy (VF : Philippe Ogouz) : Bobby Ewing
- Larry Hagman (VF : Dominique Paturel) : J. R. Ewing
- Victoria Principal (VF : Michèle André) : Pamela Barnes Ewing
- Charlene Tilton (VF : Nathalie Schmidt) : Lucy Ewing

### Acteurs récurrents
- Linda Gray (VF : Évelyne Séléna) : Sue Ellen Ewing (5 épisodes)
- Steve Kanaly (VF : Jacques Richard) : Ray Krebbs (4 épisodes)
- Ken Kercheval (VF : Pierre Arditi) : Cliff Barnes (3 épisodes)

### Invités
- Tina Louise : Julie Grey (3 épisodes)
- David Wayne : Digger Barnes (2 épisodes)

## Fiche technique

### Réalisateurs
- Robert Day (3 épisodes)
- Irving J. Moore (2 épisodes)

### Scénaristes
- David Jacobs (2 épisodes)
- Virginia Aldrige (1 épisode)
- Arthur Bernard Lewis (en) (1 épisode)
- Camille Marchetta (en) (1 épisode)

## Épisodes

### Épisode 1:La Fille de Barnes
- États-Unis : 2 avril 1978 sur CBS
- France : samedi 24 janvier 1981 sur TF1 à 21 h 40

- Dans une séquence d'exposition, J.R. explique à Pamela que chaque couple du clan dispose dans le ranch de son pavillon privé. Dans le courant de la saison suivante, l'emploi d'une réplique en studio d'une façade extérieure du ranch amputera cette configuration en renforçant la promiscuité des personnages : ne disposant que d'une seule entrée, tous les membres de la famille partageront désormais un même toit.
- La relation entretenue ici par Lucy Ewing et Ray Krebbs sera savamment tue lors de la révélation de leur direct lien de parenté dans l'épisode 7 de la quatrième saison, faisant de l'une la nièce de l'autre.
- Sans doute jugée dans un premier temps trop "Amérique profonde" pour être proposée au public français, la série accusa un retard de plus de 2 ans dans sa diffusion héxagonale, qui coïncida avec le formidable retentissement international (sauf en pays francophones donc) du mystère Who shot J.R.? ("Qui a tiré sur J.R. ?", cliffhanger concluant la saison 3) dont la résolution sera d'abord diffusée outre-Atlantique le 21 novembre 1980, soit quelques semaines seulement avant celle en France de ce tout premier épisode. J.R. est désigné ici dans le dialogue par le nom John Ewing Jr (son deuxième prénom Ross expliquant ses habituelles doubles initiales).

### Épisode 2:L'École buissonnière
- États-Unis : 9 avril 1978 sur CBS
- France : 4 avril 1995 sur TF1 alors en diffusion quotidienne.

- Pour une raison inconnue, cet épisode resta inédit lors des deux premières diffusions de la série à la télévision française.

### Épisode 4:Vengeance
- États-Unis : 23 avril 1978 sur CBS
- France : samedi 7 février 1981 sur TF1 à 21 h 40

Brian Dennehy (Luther Frick)
- Dans cet épisode, Sue Ellen officialise malgré elle son statut de "femme-trophée".

### Épisode 5:La Fête
- États-Unis : 30 avril 1978 sur CBS
- France : samedi 14 février 1981 sur TF1 à 21 h 40

- On apprend dans cet épisode que le vrai prénom du père de Pamela est en fait Willard, faisant en définitive de "Digger" (littéralement "creuseur") son surnom officiel.
- C'est la première fois que l'on voit Sue Ellen grisée par l'alcool. Rien ne laisse encore entrevoir toutefois une quelconque addiction.
- Cet épisode devait conclure ce qui était au départ conçu comme une mini-série en seulement cinq volets, d'où l'absence du moindre cliffhanger.
- Bien que simple "prologue", ces cinq premiers épisodes formeront officiellement une première saison alors que la série proprement dite n'adoptera son format standard d'une vingtaine de volets par an qu'à partir de la saison suivante.
- Cloyce Box Ranch (en) sert ici pour la dernière fois de décor de maison familiale. À partir du début de la saison suivante, la production emploiera celui construit en 1970 par Joe Duncan et rebaptisé Southfork, en alternance avec une réplique en studio de sa façade quand le climat y sera hostile.